# كتاب السياسة والبلاغة الأكبر
كتاب السياسة والبلاغة الأكبر هو نص يزعم زورًا أنه من أصل إسماعيلي ويُنسب خطأً إلى عبيد الله المهدي، أول خليفة فاطمي. هذا العمل عبارة عن رواية كاذبة عن السياسة الإسماعيلية وقد كُتب بقصد تشويه سمعة المعتقدات والممارسات الإسماعيلية. وهو مدرج ومقتبس ضمن الأعمال الجدلية للكاتب المعادي للإسماعيلية في القرن العاشر أبو الحسين محمد بن علي.

## المؤلف
إن المؤلف الحقيقي لهذا النص غير معروف، ولكن الأدلة تكشف أن المؤلف قام ببناء هذه الرواية الكاذبة عن طقوس الخلافة الإسماعيلية رغبةً منه في خلق حملة دعائية أوسع نطاقًا مناهضة للفاطميين خاصة والشيعة عامة، والتي بدأها أنصار العباسيين في القرن العاشر.

## الخلفية
انفرد الأمويون بسلطة الخلافة الإسلامية فحولوها لملكية وراثية، وظلَّت الثورات تتوالى، ومنها ثورة التوابين، وثورة المختار، وثورة زيد بن علي، وثورة يحيى بن زيد؛ وغيرهم. اعتمد العباسيون على هذه العناصر لأخذ الخلافة من الأمويين؛ ورفعوا شعار (الرضا من آل محمد). ولكن لاحقًا يبدو أنه كان هناك قلق عباسي في القرن 9 م من ثورات مشابهة لهم، خاصةً مع بروز الدولة الإدريسية الشيعية؛ ولصدّ هذه الحركات، غيَّر المتوكل نهج المأمون المعتزلي، آملًا في إضفاء شرعية على الحكم العباسي. كان هناك تياران فكريان يسيطران على الحركة الفكرية داخل الدولة العباسية: تيار المعتزلة (أصحاب الرأي)، وتيار أهل السُّنَّة والجماعة (أصحاب النص)، وكانت المعتزلة تسيطر على الحياة السياسية قبل المتوكل في ذروة العصر الذهبي للإسلام؛ حيث يميل إليهم الخلفاء ويتخذونهم أعوانًا ووزراء، وازدهروا في عصور المأمون ثم المعتصم ثم الواثق. فقرّب المتوكل إمام أهل السنّة والجماعة أحمد بن حنبل واستبدل المعتزلة بالسنّة، وأمر بهدم قبر الحسين لضرب الحركة الشيعية، ونادى في الناس أنّ من وجدناه هنا عاقبناه، وأمر ببداية تدوين ونشر الأحاديث النبوية؛ لذلك معظم أئمة الحديث من هذه الفترة. جاء المتوكل وبدأت معه أكبر مرحلة من مراحل التاريخ الإسلامي اضطهد فيها أهل الذمة من النصارى، فقدْ أمر المتوكل بالتمييز بينهم وبين المسلمين في الملبس والمأكل والمشرب، وأمر بتخريب كنائسهم المُحدّثة وبتضييق منازلهم المتسعة، وأمر بتسوية قبورهم بالأرض وكتب بذلك إلى سائر الأقوام، وذُكِر أن نصرانيّا يُسَمى عطارد أسلم وجلس في الإسلام سنين ثم ارتد فأمر المتوكل بقتله، ولم يكن هذا معروفًا قبله؛ وقد أظهر المتوكل السنة، فكان زمانه زمان تشكيل النصوصية. أنهت هذه الأفعال التيار المعتزلي، حتى اضمحل لاحقًا؛ وكانت بداية توليد طائفية بين السنة والشيعة، امتدَّت في الفترة البويهية والسلجوقية، وقد وُقعّت معاهدة صلح سنية شيعية عام 1109 م في بغداد؛ وكان هذا الكتاب ضمن هذه الحركة التي بدأت مع المتوكل، وكان هدفها السياسي تقوية شرعيتهم مقابل الدول الإسلامية المنافسة.

## الكتاب
بحلول القرن العاشر، شكلت الخلافة الفاطمية تهديدًا خطيرًا للهيمنة العباسية خاصةً على تمددها والتي انتهت بفتحها لجنوب إيطاليا، وصقلية ومالطا. وردًا على هذا التهديد، بدأ الخليفة العباسي حملة دعائية واسعة النطاق لتحدي شرعية الخلفاء الفاطميين وتقديم الإسماعيلية باعتبارها بدعة غير إسلامية تشكل خطرًا على المسلمين. على سبيل المثال، ادعت نصوص مثل بيان بغداد، الذي كتبه ووقعه علماء العباسيون، أن الخلفاء الفاطميين الأئمة لم يكونوا من نسل علي. لكن نصوصًا أخرى عباسية، مثل كتاب السياسة والبلاغة الأكبر، أُنشئ لتبدو وكأنها أعمال ألفها الإسماعيليون، وهذا كان زورًا بالطبع. النص الكامل للكتاب لم ينج، لكن الباحث س.م. ستيرن أعاد بناء نص الكتيب باستخدام عدة مصادر.
يزعم النص الآتي: أنه رسالة كتبها الخليفة الفاطمي الإمام عبيد الله المهدي إلى دعاته، وهؤلاء الدعاة يعملون بجد على تحويل الناس إلى الإسماعيلية. وقد كُتب هذا الكتاب على هيئة دليل إرشادي، مقسم إلى 35 فقرة قصيرة. ويبدأ الكتاب بإرشادات حول كيفية جذب المتحولين من خلفيات مختلفة متعددة، بما في ذلك المسيحيون واليهود والزرادشتيون والمانويون والفلاسفة ثم يُعرَّض بالمسلمين السنة، لخلق أكبر موجة تضامن عباسية. ويوصي الكتاب حديثي الاعتناق بأداء اليمين قبل أن يبدأ المبشرون في الكشف عن المزيد عن معتقداتهم. ويستمر الكتاب في الادعاء بأن هناك 7 درجات من البلاغة، وكل من هذه الدرجات تقترب أكثر فأكثر من انتهاك المحرمات. وفي المرحلة النهائية، يُعفى المؤمنون من الممارسات الدينية وتُتاح لهم ممارسة المحرمات.
كان هدف هذا النص هو تقديم الإسماعيلية على أنه نظام يؤدي إلى الابتعاد التام عن الدين. ويصور الإيمان ليس فقط على أنه غريب عن الإسلام، بل إنه أيضًا خطير بشكل خبيث عليه، وباطني يجب الحذر منه وعدم تصديق الإسماعيليين حتى لو رأيت منهم عكس ذلك لأنهم ربما لم يصلوا للدرجة الأخيرة.
لا يعكس محتوى هذا النص الملفق معتقدات أو ممارسات الإسماعيليين. ولكن من الصحيح أن نظام الدعوة الفاطمية كان منخرطًا في نشر الإسلام في جميع أنحاء ديار الإسلام. وقد نجح هؤلاء الدعاة في استقطاب عدد كبير من المتحولين من خلفيات غير إسلامية. وبسبب نجاح التبشيرات الإسلامية الإسماعيلية لغير المسلمين، عَمِد مؤلف كتاب السياسة والبلاغة الأكبر فعلًا إلى التقليل من شأن الدعوة الإسماعيلية بسبب اتهامها بالتلاعب بأتباعها ودفعهم إلى الكفر والخروج عن الدين، ولربما نجح نشر البروباغندا في نشر الإسلام الإسماعيلي.

## الإرث
كان لهذا العمل تأثير كبير على التصوير التاريخي وفهم الإسماعيلية. وكانت فكرة وجود سبع درجات من البلاغة والسياسة الباطنية، ذات نتيجة سلبية ملاصقة للإسماعيلية حتى بعد زوال الدولة الفاطمية.
نظرًا لأن الوثائق الإسماعيلية الأصيلة لم تكن متاحة للقراء العاديين حتى وقت قريب، فقد اعتُقد أن الأعمال التشهيرية والملفقة مثل هذا العمل هي تصوير دقيق للدين الإسماعيلي.
يروي س.م. ستيرن أنه حتى في بداية القرن العشرين، صدَّق بعض الأكاديميين الغربيين أن هذا الكتاب يكشف عن العقيدة السرية للإسماعيليين.
مع نشر وتوزيع النصوص الإسماعيلية الحقيقية، يمكن الآن لجمهور عريض من القراء غير الإسماعيليين التعرف على زيف هذا النص وتقدير التعاليم الحقيقية للدعوة الإسماعيلية.